# Stazione di Takaida-Chūō
La stazione di Takaida-Chūō (高井田中央駅?, Takaida-Chūō-eki) è una stazione ferroviaria della città di Higashiōsaka, città nella prefettura di Osaka in Giappone. È servita dalla linea Ōsaka Higashi della JR West. La stazione è a breve distanza dalla stazione di Takaida della linea Chūō della metropolitana di Osaka.

## Linee
JR West
■ Linea Ōsaka Higashi

## Caratteristiche
La stazione è dotata di un marciapiede a isola centrale servitio da due binari su viadotto.
| 1 | ■ Linea Ōsaka Higashi | per Hanaten e Kyōbashi via linea Gakkentoshi |
| 2 | ■ Linea Ōsaka Higashi | per Kyūhōji e Nara via linea Yamatoji        |

## Stazioni adiacenti
| «                           | Servizio            | »                   |
| Linea Osaka Higashi         | Linea Osaka Higashi | Linea Osaka Higashi |
| --------------------------- | ------------------- | ------------------- |
| Hanaten                     | Locale              | JR Kawachi Eiwa     |
| Il Rapido Diretto non ferma |                     |                     |